# Marco Greco
Marco Greco (* 1. Dezember 1963 in São Paulo) ist ein ehemaliger brasilianischer Automobilrennfahrer.

## Karriere
Marco Greco fuhr 1987 in der britischen Formel 3. Danach stieg er in die Formel 3000 auf und ging dort von 1988 bis 1990 an den Start. Von 1989 bis 1991 fuhr er ebenfalls in der britischen Formel 3000. 1992 wechselte er nach Amerika in die Indy Lights Serie. Von 1993 bis 1996 startete er in der Indy Car World Series. Dabei absolvierte er 1993 für Sovereign Motorsports und 1994 für Arciero Racing jeweils eine komplette Saison. In den Jahren 1995 und 1996 fuhr er für Dick Simon Racing, Galles Racing und Team Scandia, aber jeweils nicht die komplette Saison. Der 29. Platz im Gesamtklassement 1995 war sein bestes Endergebnis.
Von 1996 bis 1999 startete er in der Indy Racing League. 1997 wurde er zusammen mit Eddie Cheever Gesamtdritter in der Meisterschaft. In dieser Rennserie konnte er bei 23 Starts eine Pole-Position erobern.
Er ging viermal bei den Indianapolis 500 an den Start, wobei er 1998 mit dem 14. Platz sein bestes Ergebnis erzielte.